# 1109
1109 (MCIX) a fost un an obișnuit al calendarului iulian.

## Evenimente
- 12 iulie: Cruciații ocupă Tripoli; este întemeiat comitatul de Tripoli, sub conducerea lui Bertrand, conte de Toulouse.
- 14 august: Almoravizii ocupă Talavera, amenințând direct Toledo.
- 14 august: Bătălia de la Glogow. Recenta victorie a lui Boleslaw al III-lea al Poloniei asupra germanilor conduși de împăratul Henric al V-lea.

### Nedatate
- februarie-martie: Regele Henric I al Angliei ocupă prin surprindere castelul Gisors, fapt care provoacă un conflict cu regele Ludovic al VI-lea al Franței pentru Vexin și pentru stăpânirea asupra fortărețelor de pe valea inferioară a Senei; Ludovic își mobilizează vasalii (contele de Flandra, contele de Blois, contele de Nevers, ducele de Burgundia) și se întâlnește cu armata lui Henric în apropiere de Neaufles-Saint-Martin, însă regele Angliei refuză confruntarea directă.
- octombrie: Are loc căsătoria dintre Urraca, regina Castiliei și regele Alfonso I al Aragonului și Navarrei.
- Bătălia de la Hundsfeld. Trupele polone înfrâng pe cele ale Imperiului romano-german.
- Bătălia de la Naklo. Regele Boleslaw al III-lea al Poloniei îi înfrânge pe locuitorii din Pomerania.
- Comuna din Noyon este recunoscută de regele Ludovic al VI-lea al Franței.
- Matilda, fiica regelui Henric I al Angliei, se logodește cu împăratul Henric al V-lea; pentru zestrea ei, se instituie o taxă specială în Anglia.
- Principatul de Nitra încetează sp mai existe, ca urmare a depunerii ultimului principe de către regele Koloman al Ungariei.
- Regele Ludovic al VI-lea cucereșete Beauvais după doi ani de asediu.

## Arte, Știință, Literatură și Filozofie
- Ibn Toumert, fondatorul mișcării almohade, după ce asistă la distrugerea operelor religioase ale lui Al-Ghazali, devine adept al ideilor acestuia.
- În Spania musulmană, conducătorul almoravidul Albi ibn Yusuf se înconjoară de consilieri ostili interpretării originale a Islamului din Andalusia.
- Poeții evrei Jehuda ha-Levi și Abraham ibn Ezra părăsesc Toledo și călătoresc de-a lungul Spaniei musulmane și al Africii de nord.

## Înscăunări
- 14 aprilie: Foulques al V-lea cel Tânăr, conte de Anjou (1109-1131)
- 1 iulie: Urraca, regină a Castiliei (1109-1126)
- Bertrand, conte de Tripoli (1109-1112)

## Nașteri
- 25 iulie: Afonso I, primul rege al Portugaliei (d. 1185).
- 15 decembrie: Otto de Freising, episcop și cronicar german (d. 1158).

## Decese
- 8 aprilie: Nikita de Pecarska, 78 ani, călugăr și teolog ucrainean (n. 1030)
- 14 aprilie: Foulque al IV-lea "le Rechin", 65 ani, conte de Anjou (n. 1043)
- 21 aprilie: Anselm de Canterbury,75 ani, arhiepiscop de Canterbury, teolog și filosof neoplatonist (n. 1033)
- 28 aprilie: Abatele Hugues de Cluny, 84 ani (n. 1024)
- 1 iulie: Alfonso al VI-lea, 69 ani, rege al Castiliei (n. 1040)
- Guillaume-Jourdain, conte de Cerdagne și de Tripoli (n. ?)